# USS Murphy (DD-603)
USS Murphy (DD-603) – niszczyciel typu Benson. Został odznaczony czterema battle star za służbę w czasie II wojny światowej.